# Władysław Paszkowski (kierowca rajdowy)
Władysław Paszkowski (ur. 1932, zm. 9 czerwca 2010 w Warszawie) – polski kierowca rajdowy, działacz sportów samochodowych, popularyzator motoryzacji, członek Automobilklubu Polski. 

## Życiorys

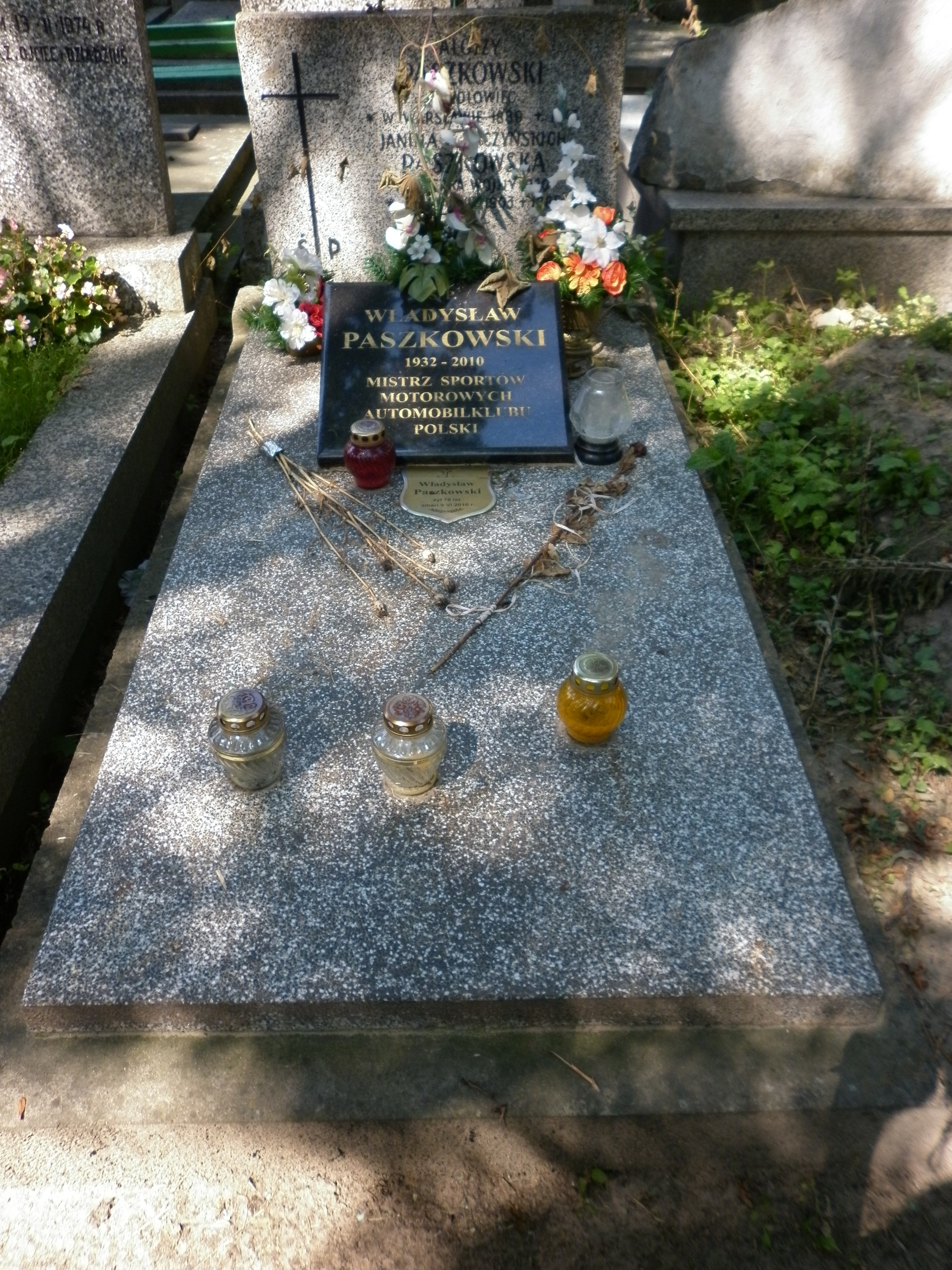
Grób Władysława Paszkowskiego na Powązkach

Prawo jazdy zdobył w wieku 16 lat i od razu wstąpił do sekcji młodzieżowej Automobilklubu Warszawskiego. Już w sierpniu 1948, brał udział w pierwszym obozie szkoleniowym sekcji młodzieżowej odbywającym się na skraju Puszczy Kampinoskiej, w tym czasie uczestnicy trenowali na Willysach wypożyczonych z demobilu. W 1952, rozpoczął starty w jednodniowych jazdach konkursowych mających podówczas rangę Rajdowych Samochodowych Mistrzostw Polski. Już w trakcie pierwszego sezonu zdobył swoje pierwsze wicemistrzostwo. Jego pilotem była Stefania Paszkowska.
Był kartingowym mistrzem Polski ex aequo z Rudolfem Piecką z Automobilklubu Śląskiego.  
Zawodowo pracował jako kierowca w wojsku, transporcie łączności i jako taksówkarz. Inicjator i współorganizator pierwszych Rajdów Barbórka w latach 60-XX wieku, początkowo odbywających się na warszawskim lotnisku Babice. 
Wraz z Leszkiem Małkowskim był autorem książki Zanim wystartujesz wydanej nakładem wydawnictwa Sport i Turystyka w 1983.
Został pochowany na warszawskich Powązkach (kwatera 137-1-5).

## Odznaczenia
- Złoty Krzyż Zasługi
- Złota Odznaka Honorowa „Za Zasługi dla Warszawy”